# Biljani Donji
Biljani Donji (korábban Biljani Turski) bosnyák falu Bosznia-Hercegovinában, a Bosznia-hercegovinai Föderáció Una-Szanai kantonjában, Ključ községben. 

## Fekvése
Bosznia-Hercegovina nyugati részén, Bihácstól légvonalban 67, közúton 95 km-re délkeletre, Ključtól légvonalban 12, közúton 15 km-re északnyugatra, a Szanica völgyében, a Biljanska reka mentén, a pataknak a Szanica-folyóval való összefolyásánál fekszik. Áthalad rajta a Sanicát Ključ városával összekötő út.

## Népessége
| Nemzetiségi csoport | Népesség 1991 | Népesség 2013 |
| ------------------- | ------------- | ------------- |
| Szerb               | 41            | 0             |
| Bosnyák             | 1509          | 1170          |
| Horvát              | 0             | 0             |
| Jugoszláv           | 0             | 0             |
| Egyéb               | 2             | 1             |
| Összesen            | 1552          | 1171          |

## Története
A korábbi időszakban Donji Biljaniban muszlim, Gornji Biljaniban pedig ortodox szerb lakosság élt. A kizárólag szerbek lakta településrészek Lakići, Prisjeka és Luka voltak, míg Sanica Donja felőli határon feküdtek Muhadžirim, Velagići, Ramići és Crnalići településrészek. Nincsen arra vonatkozó adat, hogy a települést mikor érte el az iszlám térhódítása. A korabeli forrásokból arra lehet következtetni, hogy a 16. században ez a terület még meglehetősen gyéren lakott volt. Egyes vélemények szerint a főként muszlim lakosság az 1788-1791-es dubicai háború után érkezett ide Likából, Kordunból és Bosznia-Hercegovina belső területeiről. A Biljani helynév eredetileg feltehetően csak a mai Donji Biljanira vonatkozott. Az 1879-es népszámlálásban Biljani Donji még „Biljani Turski” néven szerepel. Az ortodoxok lakta Gornji Biljani az Ošljak nyugati lejtőn található, melyet akkor még „Biljani Hristjanski” néven neveztek.
Biljani 1878-ig tartozott az Oszmán Birodalomhoz, majd az Osztrák-Magyar Monarchia része lett. 1879-ben az első osztrák-magyar népszámlálás során 80 házat és 478 muszlim lakost számláltak itt. 1910-ben a településen 136 házat és 745 lakost számláltak, közülük 470 volt muszlim és 5 volt ortodox. A monarchia szétesésével 1918-ben előbb a Szerb-Horvát-Szlovén Királyság, majd 1929-től a Jugoszláv Királyság része. 1921-ben a faluban 140 házat és 736 lakost számláltak. 1945-től a szocialista Jugoszlávia része volt. 
A boszniai háború idején 1992. július 10-én mintegy 200 embert öltek itt meg a Szerb Köztársaság Hadserege (VRS) 17. könnyű gyalogsági dandárjának és a sanicai szerb milícia emberei. Biljani minden lakója emlékszik arra, hogy fiaikat, testvéreiket, apjaikat és férjeiket - házaiktól a helyi biljani iskola felé hurcolták. A gyilkosságok már az iskola udvarán kezdődtek. Az elfogottak nagy részét - az őket megverő katonák barikádján keresztül - a buszhoz kísérték, és közölték velük, hogy a ključi fogolycserére viszik őket. Azonban busz hamarosan megállt, és a szerb katonák előbb négy, majd további négy bosnyákot vittek ki, lövések hallatszottak, és az egész így folytatódott tovább.
A hágai törvényszék ítélete szerint 1992. július 10-én Biljaniban körülbelül 200 embert öltek meg, akiket korábban a hadsereg és a rendőrség tagjai fogtak el és vittek el otthonukból, az áldozatok között pedig nők, idősek, sőt egy négy hónapos baba is volt. Az Állami Ügyészség később a Ključ térségében elkövetett emberiesség elleni bűncselekményekkel, köztük a Biljane elleni támadással vádolta meg a távollevő Drago Samardžiját, a 17. könnyű gyalogdandár egykori parancsnokát, de az eljárás nem kezdődött meg ellene, és 2021-ben Szerbiában halt meg. Később a megvádolt szerbek azt állították, hogy a településen a konfliktusokat „muzulmán szélsőségesek” okozták, akik „a szerbek ellen háborúztak”. Továbbá, hogy ezt a „borzalmas bűncselekményt olyan egyének és csoportok követték el, akik nem voltak kontrollálva”, és hogy az elkövetőket azonnal letartóztatták. Nem sokkal a háború után Bosznia-Hercegovina egyik első felfedezett tömegsírjában, a Crvena zemlja településen 15 meggyilkolt biljanai polgár holttestét találták meg. 1996 őszén további 188 holttestet emeltek ki a Lanište 1-es számú gödörből, és azonosítás alapján megállapították, hogy 1992. július 10-én vitték el őket az otthonukból. 2013-ban 1171 állandó lakosa volt. A becslések szerint az eredeti biljani lakosságnak körülbelül egyharmada ma külföldön, illetve Bosznia más részein él.

## Nevezetességei
Az első mecset Biljani településen az oszmán uralom idején épült az Osmanovići településrészen. Célját 1938-ig teljesítette, amikor ettől a mecsettől nem messze, Mahala Ćehićiben épült a második mecset. A harmadik mecset valamivel lejjebb épült Džaferagići faluban 1964-ben. Az utolsó agresszió idején Bosznia-Hercegovina, 1992. július 10-én felgyújtották, majd aláaknázták a mecsetet. A helyiek visszatérésével 1996-ban indult újra az élet a gyülekezetben. Már a következő évben megtörtént az alapkőletétel egy új, negyedik mecset építésére. Az új mecsetet hivatalosan 2011. július 10-én nyitották meg. Ezt a napot, a helyi bosnyákok vértanúhalálának tizenkilencedik évfordulóját szándékosan választották.